# KEduca

KEduca mit einer Frage zu Java

KEduca ist ein KDE-Programm zur Erstellung und Durchführung von Multiple-Choice-Tests.
Mit dem KEduca Builder werden Mehrfachauswahl-Tests erstellt, das Punktevergabesystem festgelegt und Grafiken eingefügt.
Mit KEduca kann ein Benutzer dann solche Tests durchführen. Das Ergebnis wird wahlweise nach jeder Frage oder für alle Fragen gemeinsam am Ende des Tests angezeigt.
KEduca eignet sich zur Vorbereitung auf Multiple-Choice-Prüfungen, zum Beispiel für diverse Zertifizierungen im IT-Bereich.